# St Paul's Cross

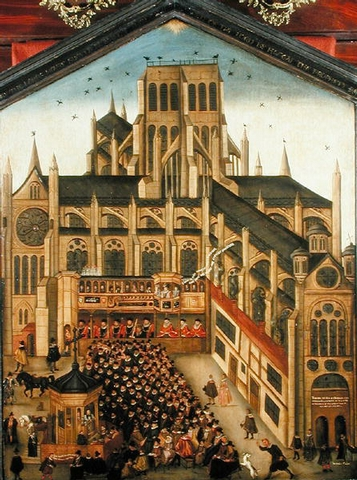
Prédica de un sermón desde St Paul's Cross en 1614. Se aprecia la Antigua Catedral de San Pablo.
Óleo, 1616.

St Paul's Cross fue una cruz de predicación y púlpito al aire libre que se encontraba en los terrenos de la Antigua Catedral de San Pablo en la City de Londres. Fue el púlpito más importante en el período Tudor y en los inicios del gobierno de los Estuardo en el Reino de Inglaterra, y muchas de las declaraciones más importantes sobre cambios políticos y religiosos durante la Reforma anglicana fueron proclamados desde aquel lugar.

## Historia

### Antes delsigloXV
La primera asamblea general del pueblo que se celebró aquí con seguridad fue el 29 de junio de 1236 (día de San Pablo), cuando John Mansell, juez del rey Enrique III, anunció que el monarca deseaba que Londres estuviera bien gobernado y con sus libertades garantizadas. La siguiente reunión que se tiene constancia data de 1259, cuando el arzobispo de Canterbury y el rey Enrique asistieron a una ceremonia en que los londinienses le juraron lealtad al monarca y sus herederos, aunque bajo coacción, mientras un ejército real se encontraba a las puertas de la ciudad a la misma hora. Más tarde, también se reunirían aquí para jurar lealtad al oponente de Enrique, Simón de Montfort.
Otros hechos relevantes ocurrieron aquí durante el siglo XV. Un capellán proveniente de Worcester, llamado Richard Walker, fue declarado culpable de cargos de brujería allí en el año 1422; pero, luego de renunciar a tales prácticas y ser procesado por el obispo de Llandaff, John de la Zouche, fue llevado a calle Cheapside con dos de sus libros de magia, los cuales fueron quemados y luego liberado sin ningún castigo. Reginald Pecock, obispo de San Asaf, atacó a los lolardos desde esta cruz en 1447; y él mismo hizo penitencia pública allí en 1457, cuando era obispo de Chinchester, antes una multitud de 20.000 personas y el arzobispo de Canterbury, lanzando varios ejemplares de sus propias escrituras heréticas al fuego. Thomas Netter también predicó contra los lolardos allí. Jane Shore, amante del rey Eduardo IV fue llevada ante la cruz en 1483, y despoja de "todo su esplendor".

### sigloXV
El obispo Thomas Kempe reconstruyó la cruz a fines del siglo XV, con un púlpito al aire libre de madera, en el que caían 3 a 4 personas, con escalones de piedra y con un techo cubierto de plomo y una pared baja.

### sigloXVI

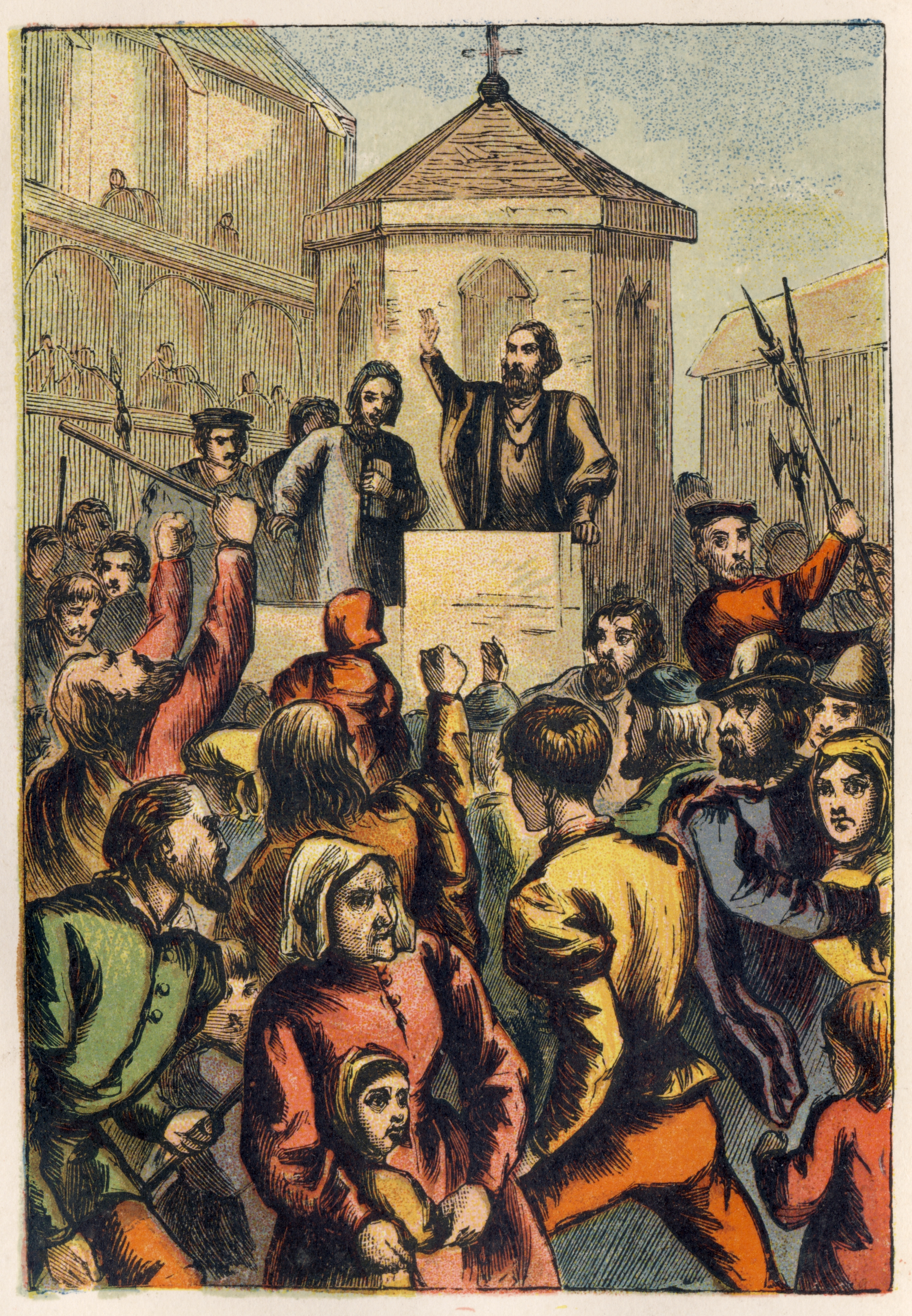
Incidente de Gilbert Bradford durante su sermón a inicios del gobierno de María I.
Ilustración de Joseph Martin Kronheim para una edición de 1887 de El libro de los mártires.

Durante gran parte del siglo XVI y principios del XVII, los sermones fueron predicados aquí semanalmente; desde la década de 1580 en adelante, era cada vez más habitual imprimir los sermones para distribuirlos a un público más amplio. 
En 1517, un discurso realizado en la cruz desencadenó los hechos del llamado Evil May Day, que generó disturbios contra los extranjeros. El ultra-luterano Robert Barnes atacó a Stephen Gardiner aquí; y en 1566, Matthew Hutton, más tarde arzobispo de York, predicó aquí. El primer sermón predicado durante el reinado de la católica María I, por el obispo Gilbert Bourne, provocó un motín: le arrojaron una daga a Bourne, errando el objetivo, y debió ser llevado rápidamente a un lugar seguro dentro de St Paul's School. A consecuencia de ello, Isabel I, luego de suceder a su hermana en 1558, mantuvo el púlpito vacío durante varias semanas para evitar que la gente se amotinara. Sin embargo, cuando finalmente se decidió anunciar desde allí la política religiosa de Isabel, se descubrió que las llaves del púlpito de la Cruz habían sido extraviadas y, cuando el Lord Mayor de Londres ordenó forzar la puerta, se descubrió que estaba sucio y semidestruido. Sin embargo, el 15 de junio de 1559, John Jewell fue nombrado predicador exclusivo de la Cruz, y el 26 de noviembre desafió a todos los que se congregaron a probar la tesis papal de las Escrituras, los concilios ecuménicos y los Padres de la Iglesia durante los primeros seiscientos años después de Cristo.

### Destrucción del púlpito
Los puritanos destruyeron la cruz y el púlpito en 1643 durante la primera guerra civil inglesa.

### sigloXX
|                                             |
| Cruz de San Pablo de Sir Reginald Blomfield |

|                                    |
| Detalle de la estatua de San Pablo |

|                                         |
| Placa conmemorativa de la cruz medieval |

Entre 1908 y 1910 se erigió una nueva estructura cerca del sitio original de la cruz, con fondos donados por el parlamentario Henry Charles Richards. Este último, esperaba reconstruir la cruz de predicación del Medioevo, pero tanto el decano como el capítulo de la Catedral de San Pablo se negaron, ya que esta no estaría en concordancia con el entorno arquitectónico de la catedral construida en el siglo XVII por Sir Christopher Wren. El monumento resultante es un diseño renacentista barroco construido por Sir Reginald Blomfield, con una estatua de Pablo de Tarso fabricada por Sir Bertram Mackennal de pie sobre una columna dórica hecha de piedra de Pórtland. Sin embargo, una pequeña controversia se suscitó debido al uso de los fondos de Richards por parte de las autoridades catedralicias.
En 1972, el monumento fue incluido en el grado II de monumentos clasificados del Reino Unido.